# Mike Portnoy
Michael Stephen "Mike" Portnoy (født 20. april 1967 i Long Beach, New York) er en amerikansk trommeslager, der hovedsageligt er kendt for sit medlemskab i det progressive metalband Dream Theater. Sammen med John Myung og John Petrucci var han med til at danne bandet i 1985.
Han har også samarbejdet med flere andre bands; heriblandt Liquid Tension Experiment, Transatlantic og OSI og han har spillet trommer for mange andre kunstnere, bl.a. Neal Morse og John Petrucci.
Mike Portnoy har vundet mange priser gennem årene, bl.a. "Best Up & Coming Talent", "Best Educational Video/DVD" og har vundet "Best Progressive Rock Drummer" 12 år i træk.
Stilmæssigt er han kendt for skæve taktarter, poly-rytmik og "poly-taktarter", udover at være teknisk præcis og hurtig[kilde mangler].

## Diskografi

### Dream Theater
- 1989 When Dream and Day Unite
- 1992 Images and Words
- 1993 Live at the Marquee (Live)
- 1994 Awake
- 1995 A Change of Seasons (EP)
- 1997 Falling Into Infinity
- 1998 Once in a LIVEtime (Live)
- 1999 Metropolis Pt. 2: Scenes from a Memory
- 2001 Live Scenes From New York (Live)
- 2002 Six Degrees of Inner Turbulence
- 2003 Train of Thought
- 2004 Live at Budokan (Live)
- 2005 Octavarium
- 2006 Score (Live)
- 2007 Systematic Chaos
- 2008 Greatest Hit (...and 21 Other Pretty Cool Songs)
- 2008 Chaos in Motion (Live)
- 2009 Black Clouds & Silver Linings
- 2025 Parasomnia

### Med OSI
- 2003 Office of Strategic Influence
- 2006 Free

### Med Transatlantic
- 2000 SMPT:e
- 2001 Live in America (Live)
- 2001 Bridge Across Forever
- 2003 Transatlantic Demos by Neal Morse
- 2003 SMPT:e (The Roine Stolt Mixes: circa 1999)
- 2003 Live in Europe (Live)

### Med Liquid Tension Experiment
- 1998 Liquid Tension Experiment
- 1999 Liquid Tension Experiment 2
- 2007 Spontaneous Combustion (as Liquid Trio Experiment)

### Med Avenged Sevenfold
- 2010 Nightmare

- Wikimedia Commons har flere filer relateret til Mike Portnoy